# Maurice Chavagne
Maurice Chavagne (... – Bruxelles, gennaio 1961) è stato un cestista belga.

## Carriera
Con il Belgio ha disputato due edizioni dei Campionati europei (1953, 1959).